# Fon Doh Ganyonga III
Fon Doh Ganyonga III est une personnalité politique camerounaise et le souverain de la chefferie traditionnelle de 1er degré de Bali Nyonga. Il a été nommé pour siéger au Sénat par le Président de la République du Cameroun durant deux législatures.

## Biographie
Dr Doh Ganyonga III est le leader traditionnel de Bali Nyonga dans la région du Nord-Ouest qui subit des violences en raison de la crise anglophone au Cameroun. Il est également un acteur pour la sauvegarde de la paix notamment entre les communautés Bahouoc et Bali-Nyonga dont l'histoire commune est marquée par des tensions frontalières et foncières. 

## Carrière politique
En 2011, il compte parmi les membres titulaires élus du comité central du Rassemblement Démocratique du Peuple Camerounais (RDPC). Le 8 mai 2013, à l'issue des premières élections sénatoriales camerounaises, il est nommé Sénateur titulaire par le Président de la République. Il siège à la chambre haute du parlement aux côtés de Fon Teche Njei II, président de l’association des chefs traditionnels du Nord-Ouest . En septembre de la même année, il félicitera Marcel Niat Njifenji élu comme Président du Sénat. Au terme des élections sénatoriales camerounaises de 2018, il bénéficie une fois de plus de la confiance du Chef de l'Etat qui le nomme à nouveau Sénateur titulaire pour la région du Nord-Ouest le 12 avril 2018. Il fait ainsi partie des chefs traditionnels légiférant au Sénat camerounais pour la deuxième législature consécutive.    